# Bojan Ostojić
Bojan Ostojić (serb. cyr. Бојан Остојић, ur. 12 lutego 1984 w Sevojnie) – serbski piłkarz występujący na pozycji środkowego obrońcy w serbskim klubie FK Partizan.

## Sukcesy

### Klubowe
FK BASK
- Mistrzostwo Prvej ligi: 2010/2011

FK Čukarički
- Zdobywca Pucharu Serbii: 2014/2015

FK Partizan
- Mistrzostwo Serbii: 2016/2017
- Zdobywca Pucharu Serbii: 2016/2017, 2017/2018, 2018/2019

### Indywidualne
- Jedenastka sezonu Super ligi: 2015/2016, 2016/2017